# Tankah
La tankha fou un tribut forçat que pagaven alguns senyors hereditaris (thakurs) als seus sobirans immediats per la cessió d'alguns territoris.Durant el Raj Britànic la tankah era un subsidi que es pagava per un sobirà a senyors hereditaris per la superintendència d'alguns pobles del sobirà sobre els que exercia l'administració delegada.